# Szabolcs Varga
Szabolcs Varga (17 marzo 1995) è un calciatore ungherese, attaccante del Bicske.

## Carriera

### Club
Dopo aver giocato nelle giovanili del Videoton e del Vasas, nel 2013 passa al MTK Budapest che lo promuove quasi subito in prima squadra. In sei mesi colleziona 9 presenze e 2 reti. Il 3 gennaio 2014 viene ceduto all'Heerenveen. Viene però schierato solamente nelle giovanili. Nel luglio 2015 viene ceduto in prestito al MTK Budapest. Dopo una buona stagione, torna all'Heerenveen. Ma pochi giorni dopo viene acquistato a titolo definitivo dal MTK Budapest.

### Nazionale
Dopo aver giocato per l'Under-16, l'Under-18 e l'Under-19, nell'ottobre 2014 viene convocato dall'Under-20, con cui debutta il 13 ottobre, nell'amichevole esterna contro i pari età della Norvegia. Il mese successivo, dopo alcune convocazioni nei mesi precedenti, debutta con la Nazionale Under-21, in Portogallo-Ungheria (2-0).